# Miljan Goljović
Milan Goljović (ur. 27 sierpnia 1971 w Rasce) – słoweński koszykarz, grający na pozycjach rzucającego obrońcy lub niskiego skrzydłowego, reprezentant kraju.

## Osiągnięcia
Na podstawie, o ile nie zaznaczono inaczej.

### Drużynowe
- Mistrz:
  - Turcji (2001)
  - Austrii (2008)
- Wicemistrz:
  - Jugosławii (1993)
  - Turcji (2002, 2003)
  - Litwy (2004)
  - Słowenii (1999, 2000)
- Zdobywca pucharu:
  - Prezydenta Turcji (Superpucharu Turcji – 2001, 2002)
  - Turcji (2003)
  - Austrii (2009)
- Finalista:
  - pucharu:
    - Jugosławii (1993)
    - Słowenii (1998–2000, 2010)

  - Superpucharu Turcji (2000)
- 3. miejsce w Pucharze Niemiec (2007)

### Indywidualne
- MVP ligi słoweńskiej (2000)
- Uczestnik meczu gwiazd ligi:
  - słoweńskiej (1995–2000)
  - litewskiej (2004)
- Zwycięzca konkursu rzutów za 3 pkt. podczas meczu gwiazd ligi słoweńskiej (1997, 1999)
- Zaliczony do I składu ligi słoweńskiej (1999)
- Lider
  - strzelców Euroligi (2000 – 20,2 pkt)
  - ligi tureckiej w skuteczności rzutów za 3 punkty (2003)

### Reprezentacja
- Uczestnik:
  - kwalifikacji do Eurobasketu (2001 – 15. miejsce, 2003 – 10. miejsce)
  - mistrzostw Europy U–18 (1990 – 5. miejsce)

## Ciekawostki
Na sezon 2009/2010 w wieku 38 lat Milan Goljović podpisał roczną umowę z Pivovarną Laško, w której występował przez trzy sezony pod koniec lat 90. Swoją decyzję tłumaczył tak: "Dlaczego powrót do Laško? Nie ma konkretnego powodu. To był obowiązek. Grałem tu przez trzy lata w koszulce Pivovarny, w barwach niej zostałem królem strzelców Euroligi. Kierownictwo klubu nie robiło mi potem problemów z wyjazdem za granicę i mój dług wdzięczności jest taki, że powróciłem do Laško. Jest także trener Aleš Pipan, który miał wpływ na moją karierę. To będzie dla mnie jeden z najważniejszych sezonów w karierze, jak krem w cieście. I pamiętajcie, że umiem rzucać trójki".